# Neoleptura lecontei
Neoleptura lecontei là một loài bọ cánh cứng trong họ Cerambycidae.